# Ilegalist
Un ilegalist este un membru (de obicei, activist) al unui partid politic sau al unei mișcări aflate în afara legii.
De-a lungul perioadei comuniste în România, termenul a fost întrebuințat mai ales cu referire la agenții comuniști români din perioada când activitatea partidului lor era ilegală (anii interbelici). Dat fiind că mulți comuniști au fost arestați și închiși, cei rămași în libertate au desfășurat misiuni secrete, reunite mai târziu prin sintagma lupta ilegală. Acțiunile lor au fost frecvent ilustrate în literatura și filmele din anii 1950 și 1960; un exemplu este filmul de debut al regizorului Lucian Pintilie, Duminică la ora 6 (1965).